# 1960年ローマオリンピックのモロッコ選手団
1960年ローマオリンピックのモロッコ選手団（1960ねんローマオリンピックのモロッコせんしゅだん）は、1960年8月25日から9月11日にかけてイタリアの首都ローマで開催された1960年ローマオリンピックのモロッコ選手団、およびその競技結果。

## 概要
今大会から初参加となったモロッコは銀メダル1個、合計1個のメダルを獲得した。
陸上男子マラソンでラディ・ビン・アブドゥルサラムが銀メダルを獲得し、モロッコにオリンピック初メダルをもたらした。

## メダル
| メダル | 選手名                         | 競技 | 種目         |
| ------ | ------------------------------ | ---- | ------------ |
| 銀     | ラディ・ビン・アブドゥルサラム | 陸上 | 男子マラソン |